# セルナリーア・デッラ・バッターリア
セルナリーア・デッラ・バッターリア（伊: Sernaglia della Battaglia）は、イタリア共和国ヴェネト州トレヴィーゾ県にある、人口約6,100人の基礎自治体（コムーネ）。

## 地理

### 位置・広がり

#### 隣接コムーネ
隣接するコムーネは以下の通り。
- ファッラ・ディ・ソリーゴ
- ジャーヴェラ・デル・モンテッロ
- モリアーゴ・デッラ・バッターリア
- ネルヴェーザ・デッラ・バッターリア
- ピエーヴェ・ディ・ソリーゴ
- スゼガーナ
- ヴォルパーゴ・デル・モンテッロ

### 気候分類・地震分類
気候分類では、zona E, 2416 GGに分類される。
また、イタリアの地震リスク階級 (it) では、zona 2 (sismicità media) に分類される。

## 行政

### 分離集落
セルナリーア・デッラ・バッターリアには、以下の分離集落（フラツィオーネ）がある。
- Falzè di Piave, Fontigo, Villanova